# Кушель Франтишек
Франтишек Кушель (біл. Францішак Кушаль, 16 лютого 1895 — 25 травня 1968, Рочестер, США) — білоруський політичний та військовий діяч.

## Військова служба
Закінчив Віленську Піхотну школу (1916). У Першу світову війну служив на Західному фронті. Останнє звання в російській армії — штабс-капітан. У 1919 році польська влада заарештувала його за пропаганду ідей білоруської державності. У 1919-1921-х роках був членом Військового Комітету Білоруської Народної Республіки. З 1922 року на службі в польському війську. Під час Польсько-німецької війни 1939 року — командир батальйону. Брав участь у боях в районі Львова. 22 вересня 1941 року його інтерновано в СРСР.
Разом з іншими польськими офіцерами Кушель потрапив у Старобільський табір (тепер Луганська область) для польських офіцерів військово-полонених, де утримувались 4 тис. вояків. Згодом його переведено до Бутирської в'язниці, де його ув'язнено з високопоставленими польськими військовиками, зокрема і з генералом Андерсом. На початку 1941 року його звільнено. Одночасно його дружині дозволено повернутися з заслання. Невдовзі повертається до Білорусі, де одразу переходить на бік німців.
Від січня 1941 року — керівник підстаршинської школи білоруської поліції в Мінську. З липня 1942 року — в Білоруській крайовій обороні. Головний військовий референт, керівник курсів перепідготовки старшин. У січні 1943 його введено до складу Білоруського Центрального Комітету.
Наприкінці Другої світової війни зумів вивести вояків останньої на захід до американської зони окупації Німеччини.

## Еміграція
На еміграції від 1947 року очолював світове Товариство Білоруських Ветеранів.